# King George Bay (Südliche Shetlandinseln)
Die King George Bay (in Chilenisches Antarktisterritorium Bahía Rey Jorge, in Argentinien Bahía 25 de Mayo) ist eine 10 km lange Bucht an der Südküste von King George Island in der Gruppe der Südlichen Shetlandinseln. Sie liegt zwischen dem Lions Rump und dem Turret Point.
Der britische Seefahrer Edward Bransfield benannte die Bucht am 24. Januar 1820 während seiner Antarktisfahrt nach dem britischen Monarchen George III. (1738–1820), der nur fünf Tage später starb. Namensgeber der argentinischen Benennung ist der Schlusstag der Mai-Revolution von 1810 im Vizekönigreich Río de la Plata.